# Orehovci
Orehovci so naselje v Občini Gornja Radgona.